# Google Public Data Explorer
Google Public Data Explorer è servizio di statistica di Google che aggrega ed elabora in grafici interattivi i dati e le serie storiche di svariate istituzione internazionali, tra cui la Banca Mondiale, l'Eurostat, l'OCSE, gli uffici statistici nazionali, i dipartimenti governativi statunitensi e altri ancora.
Lanciato nel marzo 2010 e poi esteso un anno dopo anche a set di dati personalizzati dall'utente, è mantenuto dai Google Labs.

## Caratteristiche
Vi è una pagina-directory che funge da homepage, da dove si possono selezionare l'istituzione in cui cercare il dato statistico di cui vederne l'evoluzione storica in maniera comparata tra vari paesi, attraverso dei grafici interattivi (grafici a linee, a barre, a bolla, etc.).
I tipi di dati vanno dai dati macroeconomici più famosi (PIL, Salario minimo, Tasso di disoccupazione, Popolazione, etc.) a quelli più particolari e specifici di ogni ambito.
È possibile condividere un qualsiasi grafico visualizzato sia incorporandolo in una pagina web attraverso l'apposito codice HTML generato, sia includendolo in un'email.
Anche gli utenti privati possono caricare e condividere i loro set di dati personalizzati, attraverso appositi file e schemi di tipo DSPL (Dataset Publishing Language).

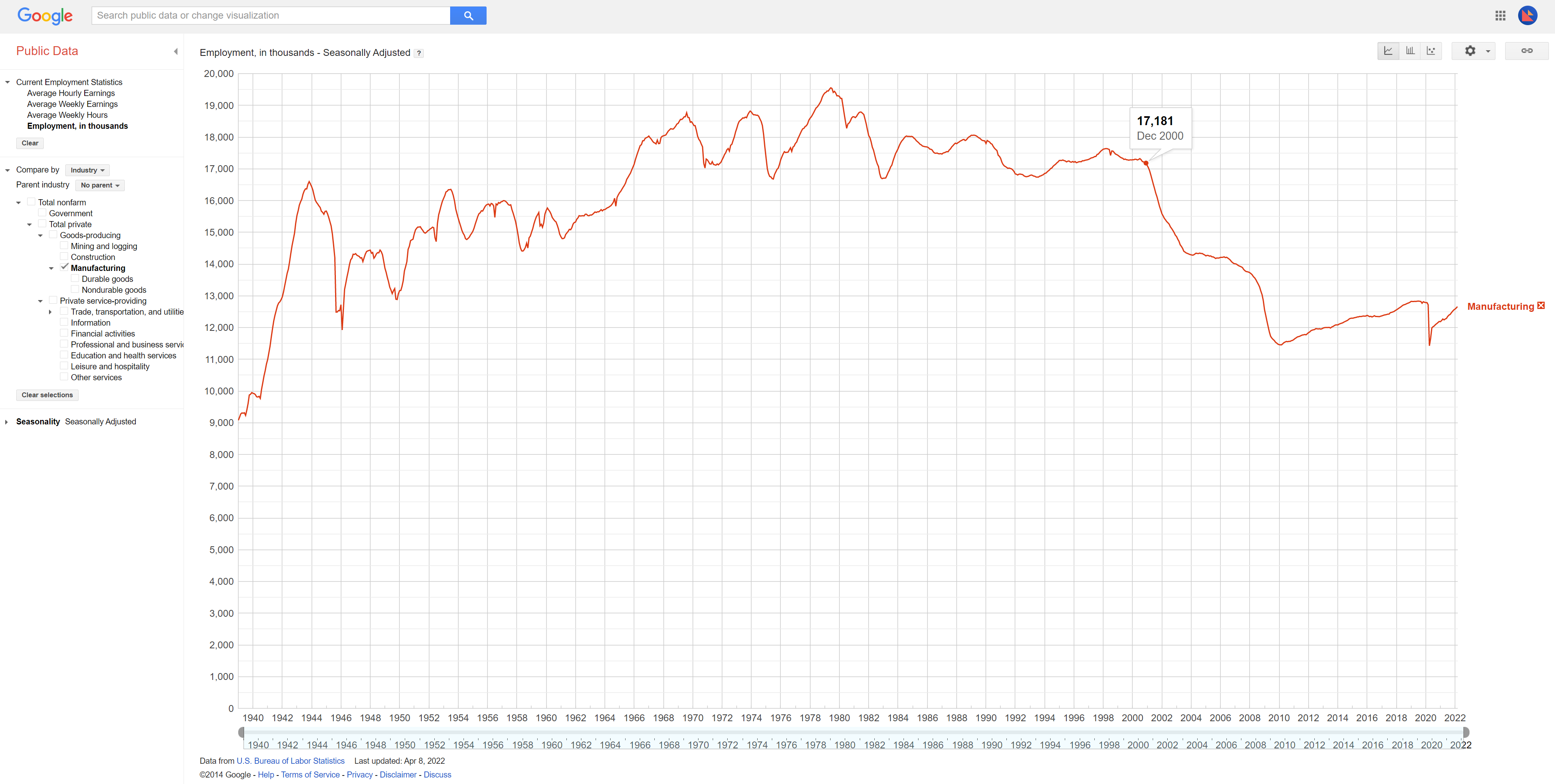
Google Public Data Explorer - numero di persone impiegate nell'industria manifatturiera (USA)